# Paisatge Protegit de la Costa Oriental d'Astúries
El Paisatge Protegit de la Costa Oriental d'Astúries és un petit sector de la costa oriental asturiana, catalogat per la Xarxa d'Espais Protegits d'Astúries. Dins d'aquest espai es donen altres figures de protecció que van des dels LIC fins a les Zones d'especial protecció per a les aus (com la ZEPA Ria de Ribadesella – Ria de Tinamayor (ES0000319), passant per monuments naturals (com el són el monument natural de Bufones de Arenillas, la platja de Gulpiyuri, el monument natural del Bufón de Santiuste o la platja de Cobijero), i fins i tot reserves de la biosfera, a més de zones d'especial conservació (com la de la Zona Especial de Conservació de Ria de Ribadesella-Ria Tinamayor (ES0000319), o la Zona Especial de Conservació Riu Purón (ES1200034).
Aquest Paisatge Protegit de la Costa Oriental d'Astúries està encara sense declarar, malgrat tenir un instrument de gestió recollit en el decret 38/94 publicat en el número 152 del Butlletí Oficial del Principat d'Astúries i de la província. Es localitza en els concejos de Llanes i Ribadedeva, constitueix una estreta franja d'una amplària d'entre 1 i 4 quilòmetres i una extensió litoral que abasta la totalitat de la costa del terme de Ribadedeva, i pràcticament tota la del de Llanes. El paisatge protegit està limitat a l'occident per la vall del riu Nova (Llanes), i a la part oriental, cap a la qual s'estén, per la ria de Tinamayor, que limitant amb Cantàbria. Meridionalment el traçat de la carretera N-634 marca els seus límits, mentre que septentrionalment la limita la línia costanera, incloent-hi en els seus límits molts illots que hi són dispersos.
Podria definir-se com un paisatge litoral, en el qual predomina la pedra calcària, i que conté una gran riquesa tant des del punt de vista de les varietats de vegetació i d'aus marines, com pel seu patrimoni cultural i històric, en el qual es poden destacar els jaciments prehistòrics o la típica arquitectura indiana.

## Clima
La zona compresa en el Paisatge Protegit de la Costa Oriental d'Astúries, com sol ocórrer a la franja costanera del principat, té un clima totalment definit per la influència oceànica. Les temperatures mitjanes anuals oscil·len entre els 13 °C i els 18 °C, a l'estiu i entre els 18 °C i 8 °C, a l'hivern.
Respecte al règim de precipitacions, es veu influït per la proximitat al mar de la serra de Cuera i, en part, pels propers Picos de Europa.

## Geologia
Des del punt de vista geològic, la costa oriental asturiana presenta una gran singularitat, que radica en la naturalesa calcària de les roques que la componen i en la complexa història geològica d'aquesta part de l'escorça terrestre.
La costa oriental asturiana se situa en la vora del Massís Asturià, que representa la zona més externa del Massís Hespérico. Una característica de la zona és l'alternança de dos tipus de roques sedimentàries d'edat paleozoica: les calcàries del Carbonífer, les quals presenten una coloració grisa, mentre que les quarsites de l'Ordovicià es presenten amb colors groc pàl·lid i blanquinosos. És per això que el paisatge de la costa oriental és tan dual:
- serres planes, o rases, que sorgeixen de l'abrasió d'origen marí de les quarsites,
- dolines, lapiaz, avencs, cuetos (elevacions calcàries), coves i altres formacions, fruit de la capacitat de les calcàries per dissoldre's per acció de l'aigua (dissolució càrstica).[2][5]

A més, totes aquestes variacions del nivell del mar han contribuït a la connexió d'alguns avencs amb el nivell del mar que han donat lloc als cenotes i als bufons, que són formacions càrstiques marines que durant els temporals de mar expulsen columnes d'aigua del mar, que poden arribar a més de 50 m d'altura.
D'altra banda, la presència de coves, el clima suau de les zones costaneres i la presència del mar, que sempre ha constituït una font d'aliment, ha provocat que la presència humana s'hi donés des de molt prompte, per la qual cosa les restes de la presència de vida prehistòrica (eines, útils, pintures rupestres, petxines…), així com restes de la presència d'animals prehistòrics al litoral són considerables.
Finalment, podem destacar entre altres formacions geomorfològiques, les platges de característiques variades com: platges de costa baixa, de serra plana, platges en la desembocadura de rius, platges d'ocupació de dolines…

## Vegetació
La vida vegetal de l'àrea que conforma el Paisatge Protegit de la Costa Oriental està condicionada per la ja esmentada dualitat de substrats geològics, tan definitòria del paisatge. Malgrat que en temps remots les serres planes quarsítiques albergaven frondosos boscos de roure pènol (Quercus robur) i bedoll (Betula pubescens ssp. celtiberica), és a dir, carballedes oligòtrofes (com poden trobar-se encara a la serra de Cuera); i a les àrees calcàries, dominarien les carballedes eútrofes, és a dir, els boscos mixts de roure de fulla gran, freixe (Fraxinus excelsior) i aurons (Acer pseudoplatanus), entre d'altres; l'acció humana al llarg tant de la prehistòria com de la història ha fet que en l'actualitat s'hagi produït una substitució dels boscos naturals per cultius i plantacions forestals.
Durant el segle XX en la majoria de les serres planes quarsítiques es van plantar pins, plantacions que avui en actualitat ocupen matolls d'argelaga i bruc. A les zones calcàries hi ha prats i cultius, que conserven en l'actualitat clapes dels antics boscos en les bogues i tanques. Malgrat tot, poden destacar-se els boscos d'alzina (Quercus ilex), que ocupa cuetos calcaris assolellats i ben drenats, que no s'utilitzen pas per a l'agricultura, la qual cosa ha permès que s'hagin conservat fins a l'actualitat amb les seves característiques naturals, i per això és una espècie catalogada com d'interès especial.
Per la seva banda, la vegetació s'estén en la línia litoral, i és present sovint a les mateixes les platges, en gran nombre i normalment de petita grandària. Aquestes dimensions fan que els arenals siguin escassos, per la qual cosa els sistemes dunars hi són excepcionals. Una cosa semblant ocorre amb els estuaris, en ser el drenatge principalment subterrani i no haver-hi rius d'importància, en els quals es presenta vegetació de marjal, com ocorre a la platja de Cobijero, de Poo, La Huelga i de la Canalina o a la badia de Niembro. Cal destacar per la seva peculiaritat l'estuari de la ria de Tinamayor, que estén la major part de la seva àrea de marjal a Cantàbria. També hi ha a la costa asturiana una gran quantitat de penya-segats que presenten la seva pròpia vida vegetal, i en destaca la vegetació halòfila, que és dominant en aquestes zones escarpades.
El límit superior dels penya-segats costaners, sobretot en posicions orientades al sud i protegides, per farallons costaners, de la brisa marina, es caracteritzen per la presència freqüent d'"acebuchales", que són masses arbustives dominades per l'ullastre (Olea europea var. silvestris), catalogada com d'interès especial.

## Fauna
Igual que ocorre amb la vida vegetal, la vida animal s'ha vist molt condicionada per la primerenca presència humana en aquesta àrea ara protegida. Aquesta presència ha fet que les grans espècies de mamífers s'anessin reduint de presència, i arribessin a ser pràcticament testimonials, i amb només un gran nombre i varietat d'aus marines. Així, destaca la presència, cada vegada més freqüent, als rierols i a les platges, de la llúdria paleàrtica (Lutra lutra); o la presència d'anguila en la major part dels rius que desemboquen en aquest espai i, més localitzada, la presència de Salmo salar i llampresa de mar (Petromyzon marinus).
La falta d'estuaris fa que no existeixin zones de refugi i implantació d'anàtids i aus limícoles, per la qual cosa la seva presència és molt ocasional en la major part del litoral. És per això que encara és més destacable la ria de Tinamayor com a zona de presència d'aquest tipus d'aus.
Als canyissars de la ria realitzen la cria aus com el rascló, la polla d'aigua o Anas platyrhynchos. De vegades també poden trobar-se niuades de polla pintada i balquer, tot i ser espècies de nidificació escassa a Astúries. Sens dubte, el que més destaca són les poblacions nidificants d'aus marines: cormorà moñudo, espècie considerada d'interès especial pel Catàleg Regional d'Espècies Amenaçades, i manté al litoral oriental un nombre molt reduït de colònies reproductores; i l'escateret, espècie catalogada com d'interès especial, que utilitza petits buits i fissures per niar, per això els penya-segats càrstics del litoral oriental són la seva zona favorita d'implantació. Castro de Santiuste, limítrof entre els termes de Llanes i Ribadedeva, acull una colònia que podria ser la major de tot el litoral cantàbric, malgrat l'amenaça de la presència des d'antic d'una població de conills domèstics naturalitzada; i és, a més, l'única zona de cria del martinet blanc (Egretta garzetta).